# Сон Силс
Фрэнк (Сон) Силс (англ. Frank «Son» Seals; 13 августа 1942, Осеола, Арканзас — 20 декабря 2004, Чикаго, Иллинойс) — американский блюзовый гитарист, банджоист, вокалист и барабанщик. Победитель Blues Music Awards в номинациях «Альбом современного блюза» (1985), «Альбом традиционного блюза» (2001), номинант Blues Music Awards в категориях «Исполнитель современного блюза (мужчина)» (1980), «Альбом современного блюза» (1997), «Альбом традиционного блюза» (2001), «Альбом года» (2001), «DVD» (2008). Член Зал славы блюза (2009)

## Биография
Фрэнк Силс родился в Осеоле, штат Арканзас, где его отец Джим «Сон» Силс владел небольшим джук-джойнтом под названием Dipsy Doodle Club. Отец Силса сам был музыкантом, и выступал в группе Rabbit Foot Minstrels, прославившейся тем, что в своё время «вывела в люди» таких блюзовых легенд как Бесси Смит и Ма Рэйни; естественно что отец стал обучать своего сына. Сон Силс начал выступать профессионально с 13-летнего возраста, сначала как барабанщик, в частности он аккомпанировал Роберту Найтхоуку. В 16-летнем возрасте он перебрался в более престижный клуб T-99, где он постоянно выступал со своим сводным братом Литтл Уолтером, играя на гитаре, а в клубе отца имел возможность выступлений, играя на барабанах, с такими известными блюзовыми музыкантами, как Альберт Кинг, Руфус Томас, Бобби Блэнд, Джуниор Паркер и Роско Гордон, и у каждого черпал что-то для собственного стиля. Кроме того, он был задействован в кантри-группе Джимми Граббса, который периодически просил Сона Силса поиграть у него в группе то на барабанах, то на гитаре. В 19 лет Сон Силс создал собственную группу под названием Son Seals and the Upsetters, которая выступала в Rebel Club в Осеоле.
В 1971 году Силс перебрался в Чикаго, где его во Flamingo Club приметил представитель Alligator Records, и в 1973 году вышел дебютный альбом музыканта (Сон Силс стал третьим исполнителем в списке недавно созданного лейбла). Взрывной гитарный стиль и мощный голос принесли ему популярность в 1970—1990-е годы, и «Alligator» издал за эти годы восемь альбомов . Альбом 1977 года Midnight Son журнал Rolling Stone назвал «одним из самых значительных блюзовых альбомов десятилетия»; Роберт Палмер в статье для The New York Times назвал Сона «самым ярким молодым блюзовым гитаристом и певцом за последние годы». В течение 1980-х — 1990-х годов Сон Силс записывался и гастролировал в том числе и в Европе, деля сцену с такими блюзменами как Би Би Кинг и Джонни Винтер.
В 1990-е годы Сон Силс много сотрудничал с группой Phish, которые исполняли к удивлению музыканта в том числе кавер-версии его песен; более того, выяснилось что масса поклонников Phish не знали, что песни их любимой группы - кавер-версии. В 2001 году фронтмен Phish Трей Анастасио записался в альбоме Сона Силса, а Силс выступал на концертах группы: первый раз в Сиракузах: «Аудитория в тот день составляла 75 000 человек, и по крайней мере 95 процентов из них, вероятно, не знали, кем, черт возьми, был Сон Силс».
Жизнь музыканта была не самой лёгкой, но он пережил всех своих 14 братьев и сестёр за исключением одного. В 1997 году его жена выстрелила ему в лицо. Сон Силс остался жив, но потребовалась сложная операция по восстановлению челюсти. В 1999 году ввиду диабета музыканту была ампутирована часть левой ноги. Затем у него сгорел дом, а часть его коллекции гитар была украдена. С 1999 года Сон Силс гастролировал с различными группами и музыкантами, такими как Джеймс Солберг, Джимми Вивино и Биг Джим Колер.
Сон Силс умер в 2004 году в Ричтон-Парке от осложнений диабета.
«В то время многие молодые блюзовые исполнители просто исполняли популярные блюзовые стандарты того времени. Но Сон был оригиналом, он написал сам большую часть своего собственного материала и играл на гитаре с яростной, грубой насыщенностью, которая могла сравниться только с его свирепым вокалом».
В журнале DownBeat о музыканте отозвались как «Его глубокий хриплый жёсткий голос идеально сочетается c едкими укусами его гитары. Его гитарная работа резкая и экспрессивная».
Журнал Options сказал: «Звук Силса это всё тот же чикагский шероховатый барный звук, напополам ритм-, напополам блюз с небольшим количеством рок-н-ролла и большим — души. Никто не превзойдёт его вживую. Никто среди блюзменов не играет с такой напряжённой интенсивностью».
«Помимо того, что Сон — великолепный соло-гитарист, он также является одним из величайших блюзовых ритм-гитаристов, с чего и началась его карьера. Музыкальный руководитель Пол Метса отметил, что Сон, пожалуй, лучший блюзовый ритм-гитарист, которого он когда-либо слышал, отметив, что его звучание похоже на деконструированную духовую секцию» .
Друг музыканта, известный писатель Эндрю Ваккс использовал своё влияние для продвижения музыки Силса и даже в нескольких романах вывел Сона Силса в камео, а также помогал музыканту с текстами песен. В 2006 году Эндрю Ваксс посвятил роман Mass Market памяти умершего музыканта

## Избранная дискография
| Год  | Альбом                        | Компания  |
| ---- | ----------------------------- | --------- |
| 1973 | The Son Seals Blues Band      | Alligator |
| 1976 | Midnight Son                  | Alligator |
| 1978 | Live and Burning              | Alligator |
| 1980 | Chicago Fire                  | Alligator |
| 1984 | Bad Axe                       | Alligator |
| 1991 | Living in the Danger Zone     | Alligator |
| 1994 | Nothing But the Truth         | Alligator |
| 1996 | Live - Spontaneous Combustion | Alligator |
| 2000 | Lettin' Go                    | Telarc    |
| 2002 | Deluxe Edition                | Alligator |